# Уесуги Кеншин
Уесуги Кеншин (јап. 上杉 謙信; 18. фебруар 1530 — 19. април 1578) је био даимјо провинција Ечиго (данашња префектура Нигата), током Сенгоку периода.
Као један од најмоћнијих владара тог периода, највише је упамћен по својој вештини на бојном пољу. Такође је био вешт администратор и залагао се за развој локалне индустрије и трговине; што доприноси значајном побољшању животног стандардна провинције Ечиго. Чувен је по његовој војној стручности, такође и по дугогодишњем ривалству са Такеда Шинген-ом.

## Имена
Његово оригинално име је Нагао Кагетора (長尾景虎), али је променуо име у Уесуги Масатора (上杉政虎) када је наследио Уесуги презиме, како бих прихватио титулу Kantō Kanrei (関東管領. После неког времена поново мења име али овај пут у Уесуги Терутора(上杉輝虎) у част шогуну Ашикаги Јошитеру (足利義輝).